# Шолохов, Алексей Викторович
Алексей Викторович Шолохов (род. 18 июля 1975 г., Калужская область, СССР) — российский писатель ужасов и фантаст. 

## Биография
Алексей Шолохов родился в 1975 году в Калужской области. Его детство прошло в Тульской области и Перми, затем Шолохов уехал на Северный Кавказ. Работал охранником, обрывщиком на заводе резино-технических изделий, сборщиком на НВА, дворником, электриком, энергетиком цеха, мясником, шеф-поваром и т. д. В 2011 году начал печататься под псевдонимом Александр Варго. Первые три его книги «Нечеловек», «Морок пробуждается» и «Электрик» входили в серию «MYST: Чёрная книга 18+». В 2012 году печатался в серии «НЕРВ. Современный роман ужасов» под собственным именем и выпустил три книги. В 2013—2015 годах снова опубликовал два романа и два сборника под именем Александр Варго. Последующие романы выходили в той же серии «MYST: Чёрная книга 18+» под настоящим именем автора.

### Под псевдонимом Александр Варго
- Нечеловек. — Москва: Эксмо, 2011. — 352 с. — (MYST. Чёрная книга 18+). — ISBN 978-5-699-47213-0.[5]
- Морок пробуждается. — Москва: Эксмо, 2011. — 320 с. — (MYST. Чёрная книга 18+). — ISBN 978-5-699-52050-3.[6]
- Электрик. — Москва: Эксмо, 2012. — 352 с. — (MYST. Чёрная книга 18+). — ISBN 978-5-699-54372-4.[7]
- Взгляд висельника. — Москва: Эксмо, 2013. — 352 с. — (MYST. Чёрная книга 18+). — ISBN 978-5-699-62592-5.
- Запертая дверь. — Москва: Эксмо, 2013. — 352 с. — (MYST. Чёрная книга 18+). — ISBN 978-5-699-68670-4.[8]
- Фрагменты. — Москва: Эксмо, 2015. — 352 с. — (MYST. Чёрная книга 18+). — ISBN 978-5-699-83145-6.[9]

### Алексей Шолохов
- Цикл коротких рассказов «Кайданы»

#### Цикл «Они»
- Они. — Москва: Эксмо, 2012. — 352 с. — (НЕРВ. Современный роман ужасов). — ISBN 978-5-699-58972-2.[3]
- Александр Варго и «Апостолы тьмы». Они ещё здесь // Донор. — Москва: Эксмо, 2018. — 352 с. — (MYST. Чёрная книга 18+). — ISBN 978-5-04-090645-1.[10]